# Falco (série télévisée américaine)
Pour les articles homonymes, voir Falco.
Ne doit pas être confondu avec Falco (série télévisée française).
Falco est une série télévisée américaine produite par Dynamo et Spiral International. C'est une adaptation de la série allemande Mick Brisgau. Michel Brown tient le rôle du personnage principal.
La série est composée de 14 épisodes.
Les épisodes sont proposés depuis le 15 juillet 2018 sur la plateforme Amazon Video et depuis le 22 juillet 2018 sur Telemundo.

## Synopsis
En pleine procédure policière, Alejandro Falco a reçu une balle dans la tête et est tombé dans le coma. Il se réveillé 23 ans plus tard pour découvrir que sa femme a épousé un autre homme et que sa fille est maintenant une femme. Le monde autour de Falco a changé. Il n'a aucune idée du fonctionnement d'Internet, il n'a jamais eu de téléphone portable et le rock n'roll de ses jours est devenu "classique". Il parvient à récupérer son ancien emploi et fait face à des cas de police en utilisant ses "techniques anciennes". Falco n'a pas perdu ses techniques d'investigation, ni de son irrévérence et il va devoir apprendre à travailler avec son nouveau partenaire, d'accepter le petit ami de sa fille et même de travailler avec le nouveau mari de son ex-femme, qui, pour le malheur de Falco, se révélera être un grand professionnel et un véritable allié.

## Distribution
- Michel Brown : Alejandro Falco
- Hoze Meléndez : Tenoch Caballero
- Marina de Tavira : Carolina
- Enrique Arreola : Juan Pablo Bravo
- Karina Gidi : Eva Salomón
- Danae Reynaud : Paula
- Mauricio García : Felipe Mares
- Manuel Poncelis : Elias Falco
- Juan Carlos Colombo
- Fátima Molina : Sonia